# Municipio de Aldrich
El municipio de Aldrich (en inglés: Aldrich Township) es un municipio ubicado en el condado de Wadena en el estado estadounidense de Minnesota. En el año 2010 tenía una población de 430 habitantes y una densidad poblacional de 4,8 personas por km².

## Geografía
El municipio de Aldrich se encuentra ubicado en las coordenadas 46°24′47″N 94°58′00″O / 46.41306, -94.96667. Según la Oficina del Censo de los Estados Unidos, el municipio tiene una superficie total de 89.62 km², de la cual 89,62 km² corresponden a tierra firme y (0 %) 0 km² es agua.

## Demografía
Según el censo de 2010, había 430 personas residiendo en el municipio de Aldrich. La densidad de población era de 4,8 hab./km². De los 430 habitantes, el municipio de Aldrich estaba compuesto por el 98,37 % blancos, el 0,7 % eran afroamericanos, el 0,23 % eran amerindios y el 0,7 % eran de una mezcla de razas. Del total de la población el 1,16 % eran hispanos o latinos de cualquier raza.